# Gabriele Cimini
Gabriele Cimini (Pisa, 9 giugno 1994) è uno schermidore italiano, specializzato nella spada.
Fa parte del Centro sportivo olimpico dell'Esercito.

## Biografia
Nato a Pisa, Cimini ha iniziato a tirare di scherma, all'età di 10 anni, presso il C.S. Pisascherma sotto la guida del maestro Antonio Di Ciolo. Nei primi due anni di allenamento si dedica all'arma del fioretto, ma con l'inizio delle prime competizioni inizia a praticare anche l'arma della spada.
A seguito di divergenze tra dirigenti della società e maestri, Gabriele decide di seguire il maestro Antonio e suo figlio Enrico Di Ciolo nella nuova società da loro formata. Si iscrive quindi, nella stagione 2005/2006 al Club Scherma Pisa Antonio Di Ciolo e inizia a lavorare maggiormente nella specialità della spada sotto la guida del maestro Enrico Di Ciolo.
I risultati più importanti arrivano solo dopo qualche anno, nel 2010, al secondo anno cadetti (under 17) Gabriele vince il suo primo titolo italiano guadagnandosi un posto nella nazionale under 17. L'anno seguente guadagna il titolo europeo a squadre under 17 disputatosi nella città austriaca di Klagenfurt e il bronzo individuale ai campionati del mondo cadetti di Amman, in Giordania.
La stagione 2011/2012 consolida la presenza in nazionale di Gabriele, ma senza risultati di rilievo. La stagione 2012/2013 è invece una stagione di rilancio, dopo una buona stagione di coppa del mondo (che lo porta in alto nel ranking mondiale under 20) partecipa ai campionati del mondo giovani di Porec 2013 in cui conquista l'oro a squadre. La stagione seguente fa terminare Gabriele al 3º posto della classifica finale di coppa del mondo under 20 e nello stesso anno diventa un atleta professionista entrando a far parte del Centro Sportivo Esercito.
Nella stagione 2014/2015 conquista un posto tra nella nazionale assoluta e partecipa ai primi I Giochi europei di Baku, in cui conquista il bronzo a squadre. Nello stesso anno conquista anche il titolo europeo under 23 a squadre oltre che il titolo italiano individuale.
Nella stagione 2015/2016 conquista il bronzo a squadre ai campionati europei under 23 di Plovdiv e l'anno seguente conquista l'argento a squadre a Minsk.
Nella stagione 2017/2018 è protagonista di un percorso che lo vede passare dalla posizione numero 124 del ranking mondiale alla posizione 21, grazie ai numerosi piazzamenti tra cui il primo podio in coppa del mondo e il 5º posto agli Europei di Novi Sad, durante i quali vince anche il bronzo a squadre.
La stagione 2018/2019 è anch'essa ricca di risultati che lo vedono affermarsi come numero 16 al mondo, partecipa anche agli Europei di Düsseldorf e ai Mondiali di Budapest.
l 22 giugno 2022 vince l'oro a squadre agli Europei di Adalia insieme a Santarelli, Di Veroli e Vismara battendo in finale Israele per 45 a 32.
Pur non salendo in pedana nella finale, con gli stessi compagni vince il 30 giugno 2023 ai III Giochi europei di Cracovia, il bronzo a squadre.
Il 29 luglio successivo vince l'oro a squadre ai Mondiali di Milano, sconfiggendo in finale la Francia per 45 a 31.
Il 22 Giugno agli Europei di Scherma di Basilea 2024 vince la Medaglia d'Argento insieme agli Spadisti Davide Di Veroli, Federico Vismara e Andrea Santarelli nella gara della Spada Maschile a Squadre.

## Palmarès
Mondiali
Individuale
A squadre
- Oro nella spada a Milano 2023
- Argento nella spada a Il Cairo 2022

Europei
Individuale
A squadre
- Oro nella spada ad Adalia 2022
- Argento nella spada a Basilea 2024
- Bronzo nella spada a Novi Sad 2018

Giochi europei
Individuale
A squadre
- Bronzo nella spada ad Baku 2015
- Bronzo nella spada a Cracovia 2023

Campionati italiani
Individuale
A squadre
- Argento nella spada a Milano 2018
- Argento nella spada a Cagliari 2024
- Argento nella spada a Picenza 2025
- Bronzo nella spada a Roma 2016
- Bronzo nella spada ad Courmayeur 2022
- Bronzo nella spada a La Spezia 2023

### Altri risultati
Mondiali giovani
Individuale
A squadre
- Oro nella spada a Parenzo 2013

Mondiali cadetti
Individuale
- Bronzo nella spada a Mar Morto 2011

Europei Under-23
Individuale
A squadre
- Oro nella spada a Vicenza 2015
- Argento nella spada a Minsk 2017
- Bronzo nella spada a Plovdiv 2016

Europei giovani
Individuale
A squadre
- Oro nella spada a Budapest 2013

Europei cadetti
Individuale
A squadre
- Oro nella spada a Klagenfurt 2011